# Caladenia wanosa
Caladenia wanosa är en orkidéart som beskrevs av Alexander Segger George. Caladenia wanosa ingår i släktet Caladenia och familjen orkidéer. Inga underarter finns listade i Catalogue of Life.